# Stazione di Pace del Mela
La stazione di Pace del Mela è una stazione ferroviaria posta sulla linea Palermo-Messina. Serve il centro abitato di Pace del Mela.